# Thor 6
Thor 6 (auch Intelsat 1W) ist ein Fernsehsatellit des norwegischen Telekommunikationsunternehmens Telenor Satellite Broadcasting AS.

## Technische Daten
Er ist der Erste von Thales Alenia Space für Telenor gebaute Satellit. Er basiert auf dem Satellitenbus Spacebus-4000B2 und sollte ab 2010 Thor 3 ersetzen. Thor 6 verfügt über 36 Ku-Band-Transponder mit denen Nord-, Zentral- sowie Osteuropa insbesondere mit Fernsehprogrammen versorgt werden sollen.

## Missionsverlauf
Der Satellit wurde am 29. Oktober 2009 zusammen mit NSS-12 mit einer Ariane 5 ECA vom Centre Spatial Guyanais in Französisch-Guayana aus in den Weltraum gebracht. Nach 31 Minuten Flug wurde er in einem Geotransferorbit 8 (GTO) ausgesetzt und später durch ein eigenes Triebwerk auf der Position 0,8° West in einer geostationären Umlaufbahn stationiert. Telenor konnte den Satelliten im Dezember 2009 in den Regelbetrieb überführen. Mit entfalteten Solarzellenauslegern hat der 3050 Kilogramm schwere Satellit eine Spannweite von 29,6 Metern. Die geplante Lebensdauer liegt bei 15 Jahren.
Im September 2007 gab der Satellitenbetreiber Intelsat bekannt, dass sie 10 der 36 Ku-Band-Transponder gemietet hatten und diese unter der Bezeichnung Intelsat 1W senden würden.